# Sân bay quốc tế Sharm el-Sheikh
Sân bay quốc tế Sharm El-Sheikh (tiếng Ả Rập: مطار شرم الشيخ الدولي) (IATA: SSH, ICAO: HESH), tên trước đây là Sân bay quốc tế Ophira, là một sân bay quốc tế ở Sharm el-Sheikh, Ai Cập. Được khai trương ngày 14 tháng 5 năm 1968, sân bay này ban đầu là một căn cứ của Không lực Israel và cũng phục vụ cho một khu định cư nhỏ Ofira.
Ngày 23 tháng 5 năm 2007, nhà ga hành khác thứ hai được khai trương với công suất 8 triệu lượt khách mỗi năm. Nhà ga này có hai tầng, rộng 43.000 m² và có 40 quầy làm thủ tục, 2 cửa nội địa và 6 cửa quốc tế.
Năm 2007, sân bay này đã phục vụ 6.424.851 lượt khách (tăng 27,0% so với năm 2006). Đây là sân bay tấp nập thứ hai tại Ai Cập, sau Sân bay quốc tế Cairo.

## Các hãng hàng không và các tuyến điểm
- Adria Airways (Ljubljana)
- Arkefly (Amsterdam)
- airBaltic (Riga)
- Air Cairo (Oslo-Gardermoen)
- Air Finland (Helsinki
- Air Italy Polska (Katowice, Warsaw) [Theo mùa]
- Air Sinai
- AMC Airlines (Cairo, Gdánsk, Katowice, Krakow, Manchester, Milan-Malpensa, Warsaw)
- Astraeus (London-Gatwick, Manchester)
- Atlant-Soyuz Airlines (Moscow-Sheremetyevo)
- Blue Panorama Airlines (Milan-Malpensa)
- Condor Airlines (Düsseldorf, Frankfurt, Hamburg, Hanover, Munich)
- easyJet (London-Gatwick)
- Edelweiss Air (Geneva, Zurich)
- Egyptair (Alexandria, Cairo, Dubai, Geneva, Jeddah, Milan-Malpensa)
- EgyptAir Express (Alexandria, Cairo, Luxor, Amman, Jeddah)
- Finnair (Helsinki)
- Flyglobespan (Edinburgh)
- Futura Gael (Dublin)
- Jazeera Airways (Kuwait)
- Jet2.com (Manchester)
- Jettime (Copenhagen, Billund)
- Koral Blue Airlines (various charter routes - domestic and international)
- Kuwait Airways (Kuwait)
- Lotus Air (Warsaw, Wrocław, Gdańsk, Katowice, Kraków, Poznań)
- Luxor Air (Luxor)
- Martinair (Amsterdam)
- Middle East Airlines (Beirut)
- Mistral Air (Milan-Malpensa)
- Neos (Milan-Malpensa)
- Norwegian Air Shuttle (Oslo-Gardermoen [bắt đầu tháng 10 năm 2008])
- Rossiya (St. Petersburg)
- Royal Jordanian (Amman)
- Saudi Arabian Airlines (Jeddah, Riyadh)
- Scandinavian Airline Systems (Copenhagen, Oslo-Gardermoen[Charter])
- Sterling Airlines (Billund)
- S7 Airlines (Moscow-Domodedovo)
- Thomas Cook Airlines (Glasgow-International, London-Gatwick, Manchester, Newcastle)
- Thomsonfly (Cardiff, East Midlands, Glasgow-International, London-Gatwick, London-Luton, Manchester, Newcastle)
- transavia.com (Amsterdam)
- TUIfly Nordic (Oslo-Gardermoen)
- Ukraine International Airlines (Kiev-Boryspil)
- XL Airways France (Paris-Charles de Gaulle)